# Хепуорт, Барбара
Ба́рбара Хе́пуорт (англ. Barbara Hepworth; 10 января 1903, Уэйкфилд, Уэст-Йоркшир — 20 мая 1975, Сент-Айвс, Корнуолл) — английский скульптор-абстракционист.

## Биография
Училась в Художественной школе Йоркшира в Лидсе, где познакомилась и подружилась с Генри Муром, а затем в Королевском колледже искусств в Лондоне (1920—1923). В 1931 году вышла замуж за скульптора Бена Николсона, примкнула вместе с ним к группе Абстракция – Творчество.
Б. Хепуорт погибла во время пожара в мастерской. После реставрации здесь был открыт её музей.

## Творчество

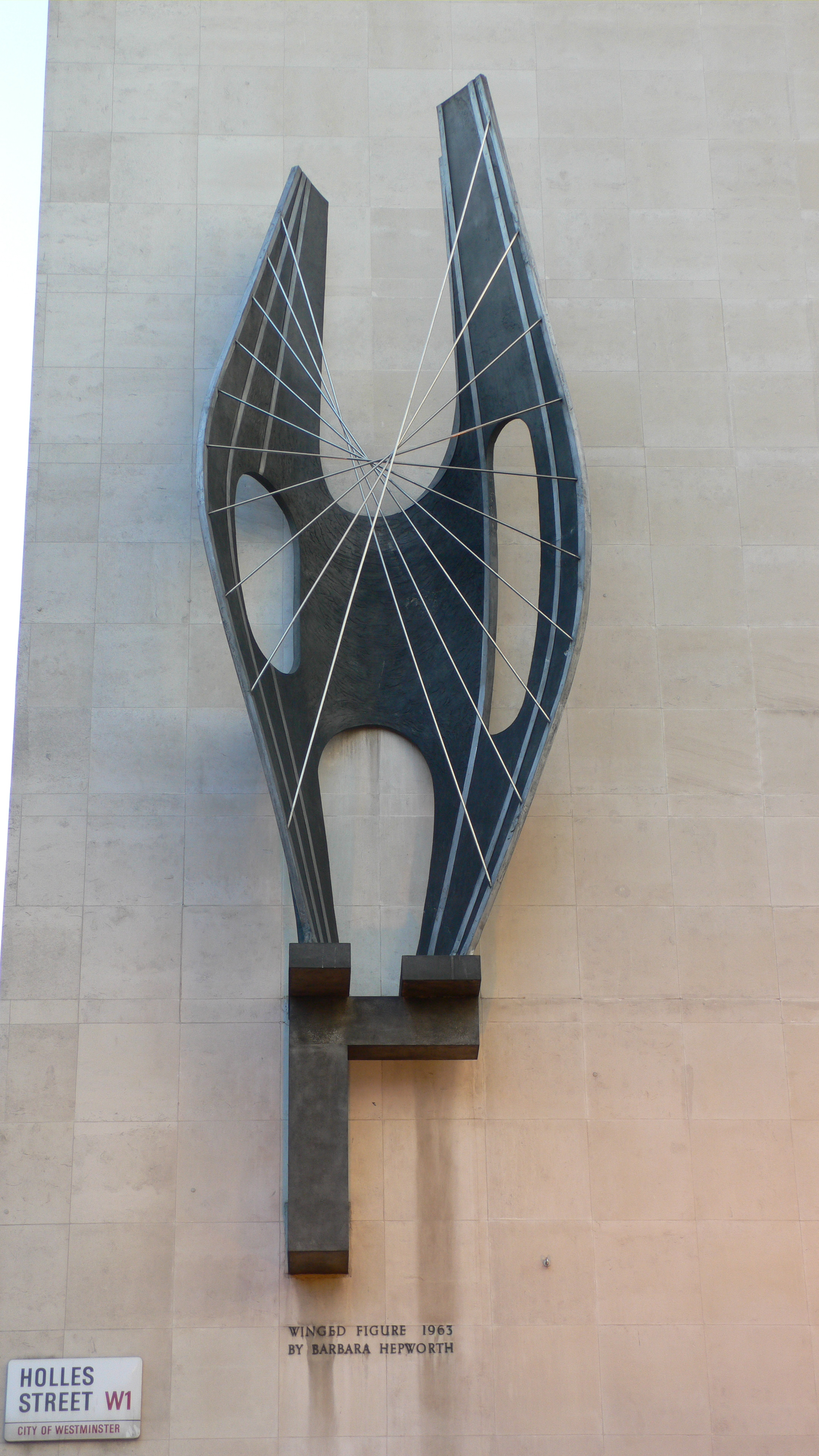
Барбара Хепуорт, Крылатая фигура, 1963, Лондон

Сама, без использования моделей и копировщиков, обрабатывала камень и дерево в своих скульптурах. В раннем творчестве сближалась с символизмом, на рубеже 1920—1930-х годов, в частности — под влиянием Бранкузи и Наума Габо, перешла к чистой абстракции, разработав принцип «полой формы» и сохраняя связь своих биоморфных или кристаллических образов с природными ритмами.
Начиная с 1950-х годов, Хепворт стала много работать в бронзе, причем используя этот материал в целях художественной интерпретации или древесной коры, корней, или фактуры камня («Фигура для пейзажа», бронза, высота 261,5, 1960, Дом-музей Барбары Хепворт, Сент-Айвз, Корнуолл; «Форма-скала (Порткурно)», бронза, высота 244, 1964, Совет графства Корнуолл, Сент-Айвз). В этом она была близка Муру, поскольку так же, как и он, обрабатывала гипсовую форму для последующей отливки, как каменную скульптуру. Многие произведения Хепуорт были установлены в качестве монументов в городах и парках (Лондон, Кембридж, Уинчестер и др.). Работала в книжной иллюстрации (стихотворения Кэтлин Райн и др.)
Среди позднейших работ Хепворт особенно выделяются два произведения, обращающиеся к религиозной тематике: «Распятие» (1966) и скульптурная группа «Семья человека» (1970).

## Признание
В 1961 году получила заказ на создание скульптуры в память о втором генеральном секретаре ООН Даге Хаммаршёльде. Композиция «Одиночная форма» была установлена в 1964 году перед зданием ООН в Нью-Йорке (уменьшенная копия находится в лондонском Баттерси-парке).
Дама-Командор Ордена Британской империи (1965).